# Nikita Lastochkin
Nikita Lastochkin (Moscou, 5 de maio de 1990) é um automobilista russo. 

## Carreira
Radicado nos Estados Unidos desde os 16 anos, Lastochkin estreou no automobilismo aos 22 anos, disputando a SBF2000 Winter Series. Em 2014 foi campeão da Fórmula Pacific 1600, vencendo 2 corridas em um campeonato que teve apenas 4 etapas.
Disputou também provas da U.S F2000 e da Pro Mazda entre 2015 e 2019. Esteve próximo de disputar a  temporada da Indy Lights com a  Exclusive Autosport, equipe que também faria sua estreia na categoria. A pandemia de COVID-19, no entanto, forçou o cancelamento do campeonato, e Lastochkin ficou sem correr em 2020.
Para a temporada 2021, foi contratado pela HWD Motorsports, sendo o piloto mais velho do grid.